# Вайлд-кард
Вайлд-кард (англ. wildcard, від wild card — «шалена карта») — запрошення спортсмену чи команді взяти участь у змаганнях, яке надається організаторами поза рейтингом та відбірковими змаганнями.
Вайлд-кард отримують зазвичай місцеві спортсмени, рейтинг яких не відповідає рівню змагання, але участь яких може підвищити глядацький інтерес.
У тенісі турніри «Гранд Слем» надають за бажанням право участі усім колишнім чемпіонам, незалежно від їхнього місця в рейтингу чи завершення тенісної кар'єри. Кілька тенісистів використовували це право, зокрема Мартіна Навратілова, Кім Клейстерс та інші.